# Pamulaparthi Venkata Narasimha Rao
Pour les articles homonymes, voir Narasimha (homonymie).
 (novembre 2014).
Si vous disposez d'ouvrages ou d'articles de référence ou si vous connaissez des sites web de qualité traitant du thème abordé ici, merci de compléter l'article en donnant les références utiles à sa vérifiabilité et en les liant à la section « Notes et références ».
Pamulaparthi Venkata Narasimha Rao - généralement nommé P. V. Narasimha Rao - (en hindi : पमुलपर्थी वेंकट नरसिम्हा राव ; en télougou : పాములపర్తి వెంకట నరసింహారావు) né le 28 juin 1921 dans le Telangana et mort le 23 décembre 2004 à New Delhi, est un homme d'État indien,  le neuvième Premier ministre de la République de l'Inde. Il était souvent surnommé Chânakya par les médias.

## Biographie
Rao étudie dans les universités d'Osmania, de Bombay et de Nagpur, obtenant son diplôme de droit. 
Après un début de carrière politique comme combattant pour l'indépendance, Rao occupe brièvement plusieurs postes au sein de ministères du gouvernement de l'État de l'Andhra Pradesh, puis au niveau national en servant dans plusieurs ministères, en particulier aux Affaires étrangères, dans les gouvernements d'Indira Gandhi et de Rajiv Gandhi.
Après l'assassinat de Rajiv Gandhi et les élections générales de 1991, Rao est invité à diriger un gouvernement de minorité. Il est alors la première personne n'appartenant pas à la dynastie de Nehru-Gandhi à servir comme Premier ministre durant cinq années consécutives.
Les premières années du gouvernement Rao sont plutôt difficiles du fait d'une importance carence en réserves en devises étrangères et d'une économie indienne stagnante. Il profite de cette période difficile pour mettre en œuvre plusieurs réformes économiques nécessaires depuis longtemps, par l'entremise de son ministre des finances le Dr Manmohan Singh et son secrétaire aux finances Montek Singh Ahluwalia. L'économie indienne commence à s'épanouir quelques jours après l'abandon de vieilles mesures protectionnistes, le PIB augmentant d'une moyenne de 5,5 %, un taux de croissance qui se maintiendra tout le long de la décennie qui suit, une première pour l'économie indienne. La pression réformatrice de Rao se relâche cependant à mi-1993. 
Après son mandat, Rao est accusé d'être impliqué dans plusieurs affaires de corruption, il sera cependant acquitté dans chacune d'elles.
Rao est polyglotte, maitrisant 13 langues. Il traduit du télougou en hindi, « Veyi Padagalu », le roman de Viswanatha Satyanarayana, titulaire du Jnanpith Award, sous le titre de « Sahasr Phan ». Après sa retraite de la politique indienne, Rao publie un roman appelé The Insider. Le livre controversé relate l'ascension d'homme dans le monde politique indien et certains y ont reconnu des événements rappelant ceux de la vie de Rao, bien qu'il ait nié toutes ressemblances. 
Rao est mort en décembre 2004 à l'âge de 83 ans à la suite d'une crise cardiaque.